# Ми (коммуна)
Ми (фр. Mies) — коммуна в округе Ньон в кантоне Во в Швейцарии.
Расположена на полпути между Женевой и Ньоном, на северо-западном берегу Женевского озера. К юго-западу находится коммуна Версуа кантона Женева, к северо-западу — Шаванн-де-Буа, к северу — Танне, к северо-востоку — Коппе.
В Ми находится штаб-квартира Международной федерации баскетбола (FIBA) — Дом баскетбола имени Патрика Бауманна. Также Ми является штаб-квартирой Международной мотоциклетной федерации (FIM).

## История
Первое упоминание — в 1345 году как фр. Miez. Современное название деревня получила в 1912 году.
В 1536 году кантон Берн аннексировал территорию кантона Во и Ми стал пограничной деревней Швейцарского союза с Францией до образования кантона Женева в 1815 году.

## Транспорт
В Ми находится станция Ми железной дороги Лозанна — Женева, введённой в эксплуатацию в 1858 году одновременно с железной дорогой Лион — Женева и электрифицированной постоянным током в 15 кВ.